# Giogatico
Il giogatico era un contratto di locazione in uso nel Medioevo. Venivano presi in locazione animali in cambio della corresponsione di una determinata somma di denaro. Dal latino medievale iugaticum, a sua volta derivato da iugum, giogo.
Oltre alla denominazione di contratto di giogatico, altri termini erano contratto di collaria, di boatica o di boatico.
Il corrispettivo pattuito era in genere particolarmente elevato. 
È citato nel Decretum Gratiani.